# Christophe Plantin
Christophe Plantin (nl.: Christoffel Plantijn, ca. 1520 i Saint Avertin ved Tours, død 1. juli 1589 i Antwerpen) var nederlandsk bogtrykker og forlægger.
Først virkede han nogle år som bogtrykker i
Frankrig, nedsatte sig derpå som bogbinder 1549 i
Antwerpen, fra 1555 som bogtrykker. Fra
1576 til sin død havde han sit trykkeri i et
anseligt hus der i byen.
Plantin arbejdede det
efterhånden op til sin tids største og fornemste
bogtrykkeri og bogforlag, hvis frembringelser
var lige så talrige som udmærkede i
typografisk henseende. Filip II udnævnte ham 1570
til sin hofbogtrykker. Hans efterkommere,
slægten Moretus (egl. Moerentorf), fortsatte
de gode traditioner, bestandig i de samme
ærværdige lokaler. En mængde berømte lærde
og kunstnere stod i nær forbindelse med
firmaets foretagender.
Skønt rigtignok selve
forretningen i årenes løb blev ringere og
ringere, vedblev den og huset som et majorat at
være i slægtens eje lige til 1876, da byen
Antwerpen købte den gamle ejendom og dens rige
samlinger for der at oprette det enestående
interessante Musée Plantin-Moretus, bestående af
kostbare bøger, håndskrifter, kunstsager samt
hele trykkeriets arvede inventarium.
Museet kom 2005 på UNESCOs Verdensarvsliste
Af de
store værker, som Plantin selv udgav, kan
fremhæves hans Biblia Regale, polyglotbibel (8 foliobind,
1567—72).
En skrifttype er opkaldt efter ham, og plantin ligger til grund for den meget anvendte new roman times.